# Lois Comes Out of Her Shell
Lois Comes Out of Her Shell («Лоис раскрепощается») — шестая серия одиннадцатого сезона мультсериала «Гриффины». Премьерный показ состоялся 25 ноября 2012 года на канале FOX.

## Сюжет
У Лоис намечается день рождения, однако Питеру она признаётся, что ей не особо хотелось бы вспоминать о своем возрасте. Тем не менее, Брайан в отсутствие Лоис предлагает семье устроить вечеринку в её честь, с чем Питер соглашается.
Лоис идёт со Стьюи в парк, где пытается с ним поиграть, но у неё ничего не получается, возраст даёт о себе знать. Стьюи после падения с рук Лоис идёт к озеру, чтобы посмотреть, все ли с ним в порядке. Из озера к нему выползает черепаха, Стьюи решает оставить её себе. Однако, Шелдон (именно такое имя Стьюи даёт черепахе) оказывается опасным для своего нового хозяина: он отгрызает Руперту глаз, меняет время на часах и подстраивает различные «несчастные случаи».
В это время Лоис возвращается домой из бутафорского магазина продуктов, который Питер создал, чтобы жены не было несколько часов дома, пока все будут оформлять дом. Придя домой, Лоис очень удивлена тем, что для неё организовали праздник, пригласили её друзей, включая Гленна, Джо, родителей. Питер произносит речь, в которой называет Лоис «старой пахотной лошадью». Лоис расстроена, она убегает в свою комнату в слезах. Брайан отчитывает Питера за то, что он смог такое сказать про свою жену.
На следующее утро Гриффины видят, что Лоис подъезжает домой на новой машине, но с ней что-то не так: новая одежда, татуировка, новая манера разговаривать — Брайан делает вывод о том, что Лоис таким путём пытается бороться с бальзаковским возрастом. Поначалу Питер просто в восторге от своей «новой жены», однако Лоис начинает постоянно посещать различные вечеринки, куда берёт с собой Питера, нарушает законы, балуется наркотиками. Когда Питер от всего этого устаёт и хочет поехать домой, Лоис отказывается ехать с ним, называя его скучным.
Тем временем Стьюи наконец понимает, что Шелдон хочет его убить. Вовремя проснувшись ночью, Стьюи смывает Шелдона в унитазе, но тот по канализационным трубам возвращается домой, происходит финальная схватка: Стьюи находится на волосок от смерти, но в этот момент его спасает Марио, в чьи обязанности входит борьба с черепахами.
Гриффины видят по телевизору, что Лоис сейчас находится на концерте Джастина Бибера, Питер решает поехать туда и вернуть обратно свою «прежнюю» Лоис. Оказывается, что сама Лоис уже пробралась в гримерку к Биберу и собирается заняться с ним сексом, но в комнату вовремя врывается Питер и бьёт Бибера по лицу, отчего тот мгновенно теряет сознание. Питер признается Лоис, что он неправильно поступил, когда говорил про возраст своей жены, он просит её перестать изображать молодую девочку и вернуться в семью. Лоис соглашается, вместе они отправляются домой, где выясняется, что Лоис уже 43 года, на что Питер говорит: «Вон из дома».

## Рейтинги
- Рейтинг эпизода составил 2.9 среди возрастной группы 18-49 лет.
- Серию посмотрело порядка 5.77 миллиона человек.
- Серия стала самой просматриваемой в ту ночь «Animation Domination» на FOX, победив по количеству просмотров новые серии «Симпсонов», «Шоу Кливленда» и «Американского Папаши!».[1]

## Критика
Кевин МакФарланд из A.V. Club дал эпизоду оценку B-, поясняя: «Неидеальный эпизод, но, по сравнению с теми эпизодами, где шоу хуже по своей структуре и качеству юмора, серии наподобие этой являются более предпочтительнее...»